# سادات‌آباد (سمیرم)
سادات‌آباد (سمیرم)، روستایی از توابع دهستان پادنا سفلی، بخش پادنا‌‌ شهرستان سمیرم در استان اصفهان ایران است. 
مردم این روستا به گویشی نزدیک به گویش لری ممسنی صحبت می‌کنند. این گویش در دسته گویش‌های لری جنوبی قرار می‌گیرد.
ساکنین سادات آباد همگی از سادات مهاجر روستای آبملخ می باشند که در طول چهل سال اخیر در این منطقه ساکن شدند. 

## جمعیت
این روستا در دهستان پادنا سفلی قرار دارد و بر اساس سرشماری مرکز آمار ایران در سال ۱۳۹۵، جمعیت آن ۱٬۶۴۵ نفر (۵۳۳ خانوار) بوده‌است.